# 艾斯加恩
艾斯加恩是奥地利下奥地利州格明德县的一个市镇。总面积22.49平方公里，总人口667人，人口密度29.7人/平方公里（2012年）。